# アンナ・キングスフォード
アンナ・キングスフォード（Anna Kingsford、1846年9月16日 - 1888年2月22日、出生時 アニー・ボーナス（Annie Bonus））は、イギリスの反生体実験主義者、動物の権利や菜食主義の普及、女性の権利運動の社会活動家、心霊主義や神智学、神秘思想に傾倒するオカルティストである。
21歳の時に従兄弟のアルジャーノン・ゴドフリー・キングスフォードと結婚し、娘を出産。夫の影響でカトリックを真剣に信仰し、マグダラのマリアの来訪を受けたと語っている。
彼女は、エリザベス・ギャレット＝アンダースンに続いて医学学位を取得した最初のイギリス人女性の一人であり、動物実験を一匹もすることなく卒業した当時唯一の医学生だった。彼女はパリ大学で6年間学び、1880年に学位を取得して卒業した。これにより、権威ある立場から動物の権利活動を続けることができた。
キングスフォードは仏教とグノーシス主義に興味を持ち、イギリスの神智学運動に積極的に参加し、1883年には神智学協会のロンドン支部の長になった。1884年にパートナーのエドワード・メイトランドとヘルメス主義協会を設立し、それは彼女の健康状態が悪くなる1887年まで続いた。
1887年には、「生体解剖の悪魔」と呼んで目の敵にしていた生物学者のルイ・パスツールを魔法で殺害しようと試みた。

## 影響
現代のフェミニズムや宗教学者が彼女の功績について言及することはめったにない。多岐に渡る分野で活動した分類し難い人物であるためか、言及されることは少なく、菜食主義や神智学研究の文献で軽く触れられる程度である。
黄金の夜明け団の設立者の一人マグレガー・メイザースは、彼女とエドワード・メイトランドの影響を受け、教団を異例の男女平等の組織とした。この団体は、「ニュー・ウーマン」と呼ばれる型破りな女性会員の比率が高かった。
黄金の夜明け団で学んだ魔術師のアレイスター・クロウリーにも影響があり、彼はキングスフォードを非常に高く評価し、彼女は宗教界に多大な貢献をし、真に神智学をなした唯一人であり、彼が始めた新宗教セレマの先駆けたる人物、セレマの洗礼者ヨハネであると述べている。
また、19世紀後半の女性のスピリチュアリティ運動などの有名なオカルティストにも影響が見られる。